# Pascal Morvillers
Pascal Morvillers (Moreuil, 24 de febrero de 1956) es un jinete francés que compitió en la modalidad de concurso completo.
Ganó tres medallas en el Campeonato Europeo de Concurso Completo entre los años 1983 y 1987. Participó en dos Juegos Olímpicos de Verano, ocupando el cuarto lugar en Los Ángeles 1984 y el sexto en Seúl 1988, en la prueba por equipos.

## Palmarés internacional
| Campeonato Europeo | Campeonato Europeo     | Campeonato Europeo | Campeonato Europeo |
| Año                | Lugar                  | Medalla            | Categoría          |
| ------------------ | ---------------------- | ------------------ | ------------------ |
| 1983               | Frauenfeld (Suiza)     | Medalla de bronce  | Por equipos        |
| 1985               | Burghley (Reino Unido) | Medalla de plata   | Por equipos        |
| 1987               | Luhmühlen (RFA)        | Medalla de bronce  | Por equipos        |